# Volvo VESC
De VESC, oftewel Volvo Experimental Safety Car, is een conceptauto van Volvo gebouwd in 1972. Het ontwerp richtte zich met name op het verbeteren van de verkeersveiligheid en veel van de ideeën (met name het ontwerp van de neus) zijn later terug te vinden in de Volvo 240-serie.
De VESC trok veel belangstelling met nieuwe veiligheidsinnovaties, zoals: kreukelzones, een kooiconstructie, een inschuifbare stuurkolom, een antiblokkeersysteem, automatische veiligheidsgordels, airbags, veiligheidshoofdsteunen en een achteruitrij-camera.
Huidige modellen:
EC40 · 
EX30 · 
S60-V60 · 
S90-V90 · 
XC40 · 
XC60 · 
XC90 · 
EX90
Modellen geïntroduceerd na 1965:
100-serie · 
164 · 
200-serie · 
262C · 
66 ·
300-serie · 
400-serie ·
480 ·
700-serie · 
850 · 
900-serie · 
C30 · 
C70 · 
S40 · 
S70 · 
S80 · 
V40 ·
V40 Classic ·
V50 · 
V70-XC70
Modellen geïntroduceerd voor 1965:
ÖV4 · 
PV4 · 
PV650-serie ·
TR670-serie ·
PV36 ·
PV800-serie ·
PV50-serie · 
PV444 ·
PV60 ·
Duett ·
P1900 ·
Amazon · 
PV544 ·
P1800
Conceptauto's:
Philip ·
VESC ·
ECC ·
YCC ·
ReCharge ·
Concept You